# Incerticyclus cinereus
Incerticyclus cinereus fue una especie de molusco gasterópodo de la familia Neocyclotidae en el orden de los Mesogastropoda.

## Distribución geográfica
Fue  endémica de Martinica.